# Groombridge 1830
Groombridge 1830 ist ein lichtschwacher Stern im Sternbild Großer Bär. Er wurde von Stephen Groombridge katalogisiert und gehört zur Klasse der roten Unterzwerge. Er ist von der Sonne knapp 30 Lichtjahre entfernt. Seine scheinbare Helligkeit liegt knapp unterhalb der Sichtbarkeitsgrenze für das bloße Auge.
Groombridge 1830 ist ein Schnellläufer. Seine hohe Eigenbewegung wurde bereits 1842 von Friedrich Wilhelm Argelander beschrieben.